# Landkreis Gnesen

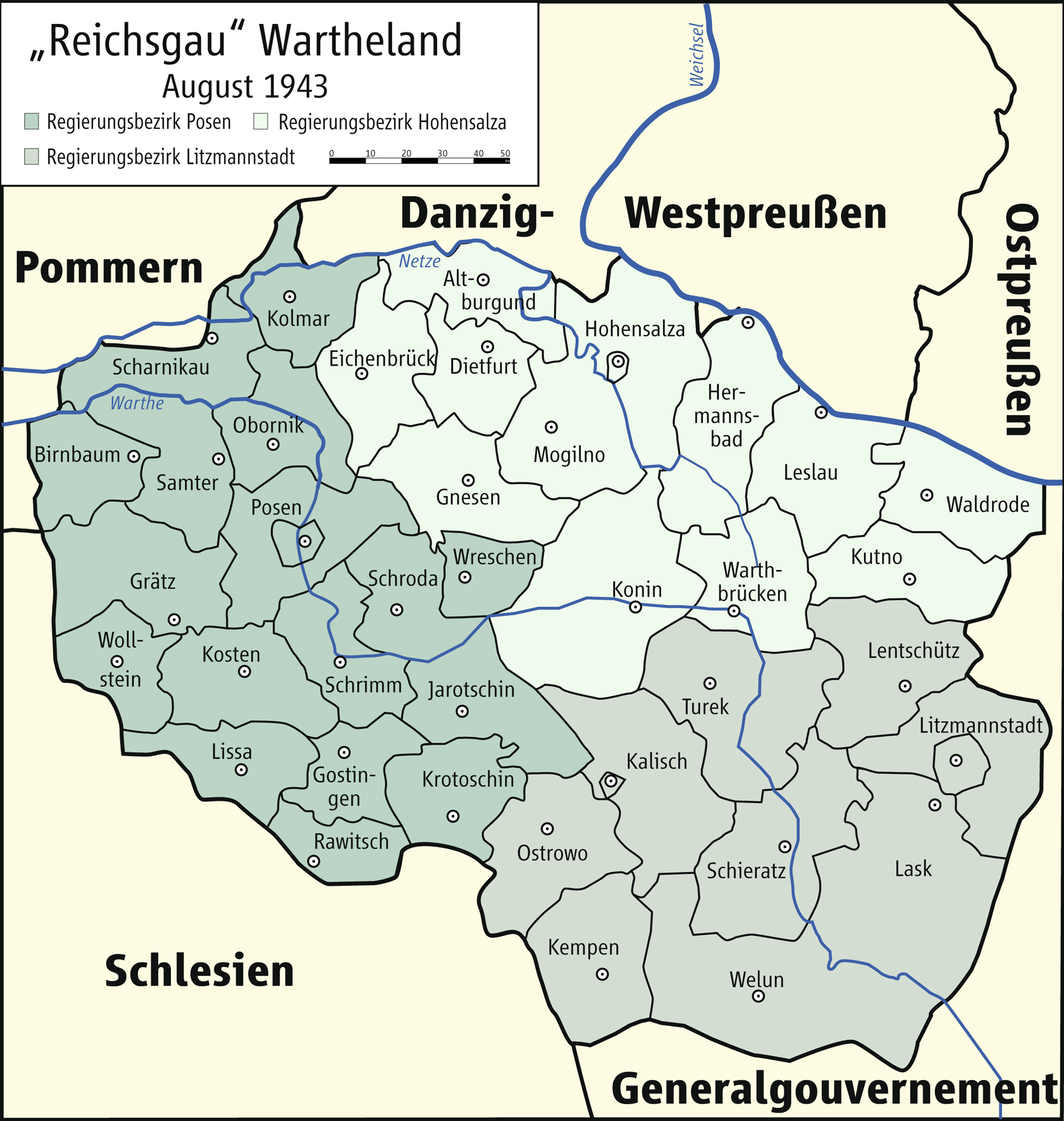
Regierungsbezirke und Kreise im Reichsgau Wartheland

Landkreis Gnesen war während des Zweiten Weltkrieges der Name einer deutschen Verwaltungseinheit im besetzten Polen (1939–1945).

## Vorgeschichte (1815 bis 1920)
Das Gebiet um die westpolnische Stadt Gnesen gehörte von 1815 bis 1919 als Kreis Gnesen zur preußischen Provinz Posen. Im Zuge des Großpolnischen Aufstandes kam Gnesen am 27. Dezember 1918 unter polnische Kontrolle und wurde am 28. Juni 1919 mit der Unterzeichnung des Versailler Vertrags offiziell an das neu gegründete Polen abgetreten.

## Verwaltungsgeschichte
Zu Beginn des Zweiten Weltkrieges besetzten deutsche Truppen den westpolnischen Powiat Gniezno, die Kreisstadt Gniezno wurde am 11. September 1939 eingenommen.
Am 26. Oktober 1939 wurde der Powiat unter der Bezeichnung Landkreis Gnesen an das Deutsche Reich angeschlossen, was als einseitiger Akt der Gewalt völkerrechtlich aber unwirksam war. Der Landkreis wurde Teil des Regierungsbezirkes Hohensalza im Reichsgau Wartheland.
Sitz des deutschen Landratsamtes wurde die Kreisstadt Gnesen, die aber nicht zum Landkreis gehörte, sondern einen eigenen Stadtkreis bildete.
Mit dem Einmarsch der Roten Armee im Januar 1945 endete die deutsche Besetzung.

## Politik

### Landkommissar
1939–9999: Günther von Schroeter

### Landräte
1939–1940: Günther von Schroeter (kommissarisch)
1940–1945: Büttner

## Kommunale Gliederung
Die Ortschaften des Landkreises wurden zunächst in zwölf Amtsbezirken zusammengefasst. Am 1. April 1942 wurden einige Amtsbezirke zusammengelegt. Gegen Ende der Besetzung bestand der Landkreis aus neun Amtsbezirken.

## Größe
Der Landkreis Gnesen hatte (den Stadtkreis mitgerechnet) eine Fläche von 1107 km².

## Bevölkerung
Der Landkreis Gnesen hatte im Jahre 1941 56.776 meist polnische Einwohner. Die deutschen Besatzungsbehörden vertrieben zwischen dem 1. Dezember 1939 und dem 31. Dezember 1943 über 10.000 Polen aus dem Gebiet. Im Gebiet lebte eine kleine deutsche Minderheit, während der Besetzung wurden zusätzlich Deutsche angesiedelt. Gegen Ende der Besetzung verließ der Großteil das Gebiet.
Die jüdische Bevölkerung wurde ins Generalgouvernement deportiert und dort ermordet.

## Ortsnamen
Die lokalen Besatzungsbehörden gaben allen Ortschaften im Kreisgebiet deutsche Namen, teils neue deutsche Namen, obwohl laut unveröffentlichtem Erlass von Innenminister Wilhelm Frick vom 29. Dezember 1939 zunächst die 1918 gültigen deutschen Bezeichnungen weitergelten sollten. Am 18. Mai 1943 wurden für alle Orte mit einer Post- oder Bahnstation im Wartheland erneut deutsche Namen festgelegt, wobei es wiederum zu Abweichungen kam.
Liste der Städte und Amtsbezirke im Landkreis Gnesen:
| polnischer Name          | deutscher Name (1918) | deutscher Name (1939–1945)               |
| ------------------------ | --------------------- | ---------------------------------------- |
| Czerniejewo              | Schwarzenau           | Schwarzenau                              |
| Gniezno                  | Gnesen                | Gnesen                                   |
| Kiszkowo                 | Welnau                | Welnau                                   |
| Kłecko                   | Kletzko               | Klötzen                                  |
| Łubowo                   | Libau                 | Libau                                    |
| Mieleszyn                | Hohenau               | 1939–1943 Hohenau 1943–1945 Wulfgrammsau |
| Niechanowo               | Niechanowo            | Niedorf                                  |
| Powidz (Powiat Słupecki) | Powidz                | Kurheim                                  |
| Witkowo                  | Witkowo               | Wittingen                                |